# Dương Tín
Dương Tín (tiếng Trung: 阳信县, Hán Việt: Dương Tín huyện) là một huyện thuộc địa cấp thị Tân Châu (滨州市), tỉnh Sơn Đông, Trung Quốc. Huyện Dương Tín có diện tích 793 km2, dân số năm 2001 là 430.000 người. Huyện này có 6 trấn, 3 hương.